# Agrotis australis
Agrotis australis là một loài bướm đêm trong họ Noctuidae.